# Enciclopèdia
Una enciclopèdia és un compendi del coneixement humà que recull mots o termes referits a elements culturals de tipologia molt diversa i de gran transcendència formativa i informativa, però que (a diferència de la tasca del diccionari) no constitueixen material estrictament lexicogràfic; endemés de definir-los, l'enciclopèdia en dona una informació més o menys àmplia i aprofundida (en contrast amb diccionaris, vocabularis, etc., la funció dels quals és estrictament definitòria).
Tota enciclopèdia guanya en utilitat i en fiabilitat si els articles de fons van signats per especialistes i acompanyats de bibliografia selecta.
També és important que l'enciclopèdia, un cop conclosa, tingui continuïtat; algun sistema d'actualització (volums suplementaris, reedicions cumulatives, etc.).
Les enciclopèdies alfabètiques, per la seva estructura d'entrades i remissions recíproques, són extremament apropiades per a traslladar-ne el contingut del format de llibre al format informàtic. Primer perquè és bastant fàcil d'explorar i trobar el que s'hi cerca, i també perquè és possible d'incloure-hi sons, vídeos i altres continguts multimèdia.

## Etimologia

### Dues paraules gregues malinterpretades com una de sola
La paraula enciclopèdia ve de l'antic Grec Koiné ἐγκύκλιος παιδεία}}, transliterat com enkyklios paedia, amb el significat de ‘educació general’, a partir de enkyklios (ἐγκύκλιος), que vol dir ‘circular’, ‘recurrent’, ‘general’ i paideia (παιδεία), que vol dir ‘educació’, ‘pujar un infant’; ambdues paraules juntes prenen el sentit literal de ‘instrucció completa’ or ‘coneixement complet’. Però les dues paraules separades es van ajuntar en una de sola per un error d'escriba. Segons algunes fonts, copistes d'una edició llatina d'un manuscrit de Quintilià el 1470 van entendre que aquesta frase era una sola paraula grega, ἐγκυκλοπαιδεία enkyklopaedia. D'aquesta manera, aquesta paraula grava inventada es va convertir en l'encyclopaedia del Nou Llatí, que al seu torn va arribar a totes les llengües occidentals. A causa d'aquesta paraula composta, els lectors a partir del segle xv han entès que els autors romans Quintilià i Plini a la seva Història Natural, descrivien un gènere antic.

### Ús alseglexvide la paraula composta
Al segle segle xvi hi va haver un nivell d'ambigüitat sobre com utilitzar aquesta nova paraula. Tal com il·lustren diversos títols, no hi havia una noció establerta sobre la seva ortografia ni la seva condició de substantiu. Per exemple: la de Jacobus Philomusus Margarita philosophica encyclopaediam exhibens (1508); la de Johannes Aventinus Encyclopedia orbisque doctrinarum, hoc est omnium artium, scientiarum, ipsius philosophiae index ac divisio; la de Joachimus Fortius Ringelbergius Lucubrationes vel potius absolutissima kyklopaideia (1538, 1541); la de Paul Skalich Encyclopaediæ, seu orbis disciplinarum, tam sacrarum quam prophanarum, epistemon (1559); la de Gregor Reisch Margarita philosophica (1503, reintitulada Encyclopaedia el 1583); i la de Samuel Eisenmenger Cyclopaedia Paracelsica (1585).
Hi ha hagut dos exemples de l'ús vernacular més antic de la paraula composta. Al voltant del 1490, Franciscus Puccius va escriure una carta a Policià agraint-li la seva Miscel·lània, tot anomenant-la enciclopèdia. Més comunament, se cita François Rabelais  per l'ús del terme al seu Pantagruel (1532).

### El sufix-p(a)ediai el sentit modern del mot
Diverses enciclopèdies tenen noms que inclouen el sufix  -p(a)edia, per marcar el text com a pertanyent al gènere d'enciclopèdies. Uns exemples entre molts són la mateixa Viquipèdia o la Banglapedia (sobre qüestions rellevants per a Bangladesh).
El terme ha adquirit el seu significat modern amb l'Enciclopèdia de Diderot, Encyclopédie o Dictionnaire raisonné des sciences, des arts et des métiers, enciclopèdia francesa publicada del 1751 al 1772 sota la direcció de Denis Diderot i, en part, de Jean Le Rond d'Alembert.

## Tipologia
Des del punt de vista del contingut (cobertura temàtica), les enciclopèdies poden ésser generals, amb informació sobre tota mena de matèries, o bé temàtiques, especialitzades en un camp en particular (per exemple, una enciclopèdia de ciència).
- El tipus més habitual d'enciclopèdia general (o enciclopèdia per antonomàsia) és el conegut com a enciclopèdia universal, tipologia que ofereix una introducció fàcilment assequible a tot el conjunt del saber humà, amb cobertura universal, normalment amb un percentatge especial del contingut dedicat a l'àmbit nacional o lingüístico-cultural propi. Exemples: Gran enciclopèdia catalana, Bolxaia sovétskaia entsiklopédiia, Encyclopaedia Britannica, Enciclopedia italiana, les diverses Larousse, l'Espasa, etc.
- D'altra banda, són exemples d'enciclopèdia temàtica: Gran enciclopèdia de Mallorca, Gran enciclopèdia valenciana, Enciclopèdia de Menorca, Encyclopédie de l'Islam, The Cambridge encyclopedia of Russia and the former Soviet Union, etc., etc.

Des del punt de vista de la presentació del contingut (ordenació interna), les enciclopèdies poder ésser alfabètiques (ordenades alfabèticament) o sistemàtiques (amb la informació estructurada segons un sistema o pla lògic, en blocs temàtics o d'afinitat).
- Exemples d'enciclopèdies alfabètiques: Gran enciclopèdia catalana, Bolxaia sovétskaia entsiklopédiia, Encyclopaedia Britannica, Enciclopedia italiana, Gran enciclopèdia de Mallorca, Gran enciclopèdia valenciana.
- Exemples d'enciclopèdies sistemàtiques: Enciclopèdia de Menorca, Enciclopedia Labor, Encyclopédie française (1935-1966), Ulisses: enciclopèdia de la recerca i la descoberta, The Cambridge encyclopedia of Russia and the former Soviet Union.

Ambdós punts de vista són acumulables, naturalment. Totes les enciclopèdies universals citades més amunt són, alhora, enciclopèdies alfabètiques. En canvi, Encyclopédie française (1935-1966) i Ulisses són enciclopèdies universals sistemàtiques. Gran enciclopèdia de Mallorca, Gran enciclopèdia valenciana i Encyclopédie de l'Islam són enciclopèdies temàtiques alfabètiques. En canvi, Enciclopèdia de Menorca i The Cambridge encyclopedia of Russia and the former Soviet Union són enciclopèdies temàtiques sistemàtiques.

## Característiques d'un text enciclopèdic
Els articles enciclopèdics presenten una sèrie de característiques que els distingeixen d'altres formats textuals:
- Són molt sintètics; proven de condensar al màxim la informació.

- No solen fer concessions a la llegibilitat del text; primen la facilitat d'obtenir la informació.

- No tenen elements subjectius o d'opinió; cerquen davant de tot el rigor i l'exposició de les dades.

- La quantitat d'informació que contenen tendeix a ser la màxima possible en funció de les dimensions de l'obra en el seu conjunt.

- Una enciclopèdia sol tenir diversos autors; en poden arribar a ésser desenes i centenars.

El redactat comença amb una definició, com un diccionari, però amplia la informació i inclou entrades no lèxiques, com els noms propis. S'estructura seguint les convencions del text expositiu.

## Contingut d'una enciclopèdia
El contingut d'una enciclopèdia, independentment de la matèria que tracti, compleix sempre una sèrie de requisits:
- És d'interès general: pot interessar a qualsevol ésser humà, amb independència de qualsevol altra consideració. Així, no hi ha continguts d'interès purament personal.

- És d'interès atemporal: ha de conservar un cert interès amb el pas del temps, tot evitant la informació efímera o passatgera.

- S'organitza d'allò general a allò concret. Això es fa per les limitacions d'espai que presenten les enciclopèdies i per aconseguir que l'obra completa sigui autosuficient i guardi cohesió, és a dir, que no calgui consultar altres textos per a entendre el contingut.

## Principals enciclopèdies universals modernes
Les principals enciclopèdies universals modernes d'estructuració alfabètica són:
- De llengua catalana, la Gran Enciclopèdia Catalana.
- De llengua castellana, l'Enciclopèdia Espasa.
- De llengua francesa, l'Enciclopèdia Larousse, Grand Larousse i Encyclopédie Universalis.
- De llengua italiana, Enciclopedia italiana di scienze, lettere ed arti.
- De llengua portuguesa, Grande enciclopédia portuguesa e brasileira.
- De llengua anglesa, la Encyclopædia Britannica, la Encyclopaedia Americana i la Collier's encyclopaedia.
- De llengua alemanya, l'Enciclopèdia Brockhaus (Brockhaus Encyclopädie).
- De llengua russa, la Gran enciclopèdia soviètica (Bolxaia sovétskaia entsiklopédiia).

Entre les temàtiques, destaquen, entre les de matèria religioso-cultural: Enciclopedia cattolica, New Catholic Encyclopædia, Encyclopædia Judaica i Encyclopædia of Islam. L'enciclopèdia més completa sobre el món clàssic i antic és l'alemanya Der neue Pauly, traduïda a diverses llengües.
Amb l'adveniment de la informàtica sorgeixen les enciclopèdies multimèdia, que afegeixen a la tradicional informació textual i pictòrica elements audiovisuals. Exemples d'aquestes són Encarta i Viquipèdia, que es poden consultar per mitjà de discos òptics o a Internet.

## Història

### Precedents antics i medievals

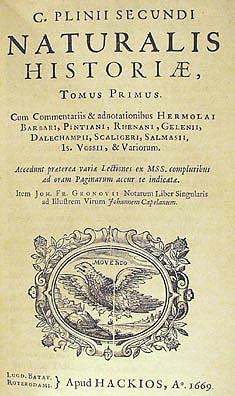
Edició del 1669 de la Naturalis Historiæ.

Una de les primeres obres enciclopèdiques que han sobreviscut i han arribat als temps moderns és la Naturalis Historia de Plini el Vell, un estadista i escriptor romà que va viure durant el segle i. Va compilar una obra de 37 llibres que abasta la història natural, l'art, l'arquitectura, la medicina, la geografia, la geologia i tots els aspectes del món que l'envoltava. Al pròleg va indicar que havia compilat 20.000 elements a partir de 2000 obres diverses de 200 autors, i que havia afegit molts d'altres de la seva pròpia experiència. L'obra va ser començada a publicar l'any 77 pel mateix Plini i va ser continuada per Plini el jove després de la seva mort durant l'erupció del Vesuvi del 79.
Encara que l'obra de Plini no va ser la primera d'aquesta naturalesa, n'hi havia hagut d'altres com per exemple la de Marc Terenci Varró, la de Plini ha estat l'única que va sobreviure als anys obscurs. Va ser molt popular en el món romà, i ha sobreviscut amb moltes còpies que es van fer i distribuir a tot el món occidental. Va ser un dels primers manuscrits clàssics a ser imprès (1470) i ha mantingut la seva popularitat des de llavors com una font d'informació sobre l'antiga Roma, especialment sobre l'art, la tecnologia i l'enginyeria de Roma. També és una font reconeguda de medicina, art, mineralogia, zoologia, botànica, geologia i molts d'altres temes no abordats per altres autors clàssics.
Isidor de Sevilla, un dels més grans erudits de l'alta edat mitjana, és reconegut com l'autor de la primera enciclopèdia coneguda de l'edat mitjana, les Etimologies (vers el 630), on va compilar una part important del coneixement de l'època, tant antic com modern. L'enciclopèdia té 448 capítols distribuïts en 20 volums, i és molt valuosa perquè conté citacions i fragments de textos d'altres autors que s'haurien perdut si no haguessin estat recollits per Isidor.
De proprietatibus rerum (1240) de Bartholomeus Anglicus va ser l'enciclopèdia més llegida i citada a la plena edat mitjana mentre que Speculum Maius (1260) de Vicent de Beauvais va ser l'enciclopèdia més ambiciosa de l'últim període de l'edat mitjana amb més de 3 milions de paraules.
Les Suides (Suidas, Σουΐδας) o la Suda (Σοῦδα, Souda) és una gran enciclopèdia romana d'Orient del segle x sobre el món antic escrita en vers que en el passat havia estat atribuïda a un autor anomenat Suides. Es tracta d'un diccionari enciclopèdic en grec amb 30.000 entrades, aprofitant moltes fonts antigues que s'han perdut des de llavors, sovint derivades de compiladors medievals cristians.
Vers l'any 960, la societat secreta Ikhwan as-Safa (Germans de la Puresa o Germans Sincers) de Bàssora compilaven la seva Enciclopèdia dels Germans de la Puresa. D'altres obres notables són l'enciclopèdia de la ciència d'Ar-Razí, la prolífica obra mutazilita d'Al-Kindí amb 270 llibres, i l'enciclopèdia mèdica d'Avicenna que va ser una obra de referència durant segles. Altres obres importants són la història universal dels aixarites, la d'Al-Massudí, la Història dels profetes i dels reis d'At-Tabarí, la d'Alí ibn al-Athir i la d'Ibn Khaldun, la Muqaddima o Prolegòmens d'aquest autor conté advertències sobre la confiança en els registres escrits que segueixen sent plenament aplicables avui en dia. Aquests estudiosos van tenir una influència incalculable sobre els mètodes d'investigació i d'edició, degut en part a la pràctica islàmica de la isnad, que emfatitza la fidelitat a la prova escrita, la verificació de les fonts i la investigació escèptica.
A la Xina es va fer una enorme treball enciclopèdic amb els Quatre grans llibres dels Song compilats durant el segle xi a principis de la dinastia Song (960-1279), que va ser una gran empresa literària per a l'època. La darrera de les quatre enciclopèdies, Primera Tortuga de l'Oficina de Registre (xinès tradicional: 冊府元龜, xinès simplificat: 册府元龟), conté 9,4 milions de caràcters xinesos escrits en 1.000 volums. Al llarg de la història xinesa va haver-hi molts grans enciclopedistes, com el científic i estadista Shen Kuo (1031-1095) amb el seu Mengxi Bitan del 1088, l'estadista, inventor i enginyer agrònom Wang Zhen (actiu entre 1290 i 1333) amb el seu Nong Shu del 1313, i l'obra Tiangong Kaiwu de Song Yingxing (1587-1666). Cal remarcar la Yǒnglè dadian, elaborada entre 1403 i 1408 per més de 2.000 especialistes. El 1725 es va completar l'obra Gujin tuixu jitxeng ((古今圖書集成) "Completa col·lecció d'il·lustracions i d'escriptures des del principi dels temps fins als temps actuals") de la qual l'any següent es van publicar 60 còpies
A Europa les enciclopèdies eren generalment en llatí o en grec, per bé que des del segle xii hi hagué traduccions de les més importants a les llengües nacionals, i des del segle xiii n'hi hagué de redactes directament en llengües vives. Però, fins al segle xvii no es generalitzaren les enciclopèdies escrites en llengües nacionals, juntament amb l'ordenació alfabètica.
El terme enciclopèdia va ser encunyat pels humanistes del segle xv que van interpretar incorrectament les còpies dels escrits de Plini i Quintilià, i van combinar les dues paraules gregues enkyklios paideia (ἐνκύκλιos παιδεία) en un únic mot.

### Delseglexviialseglexix

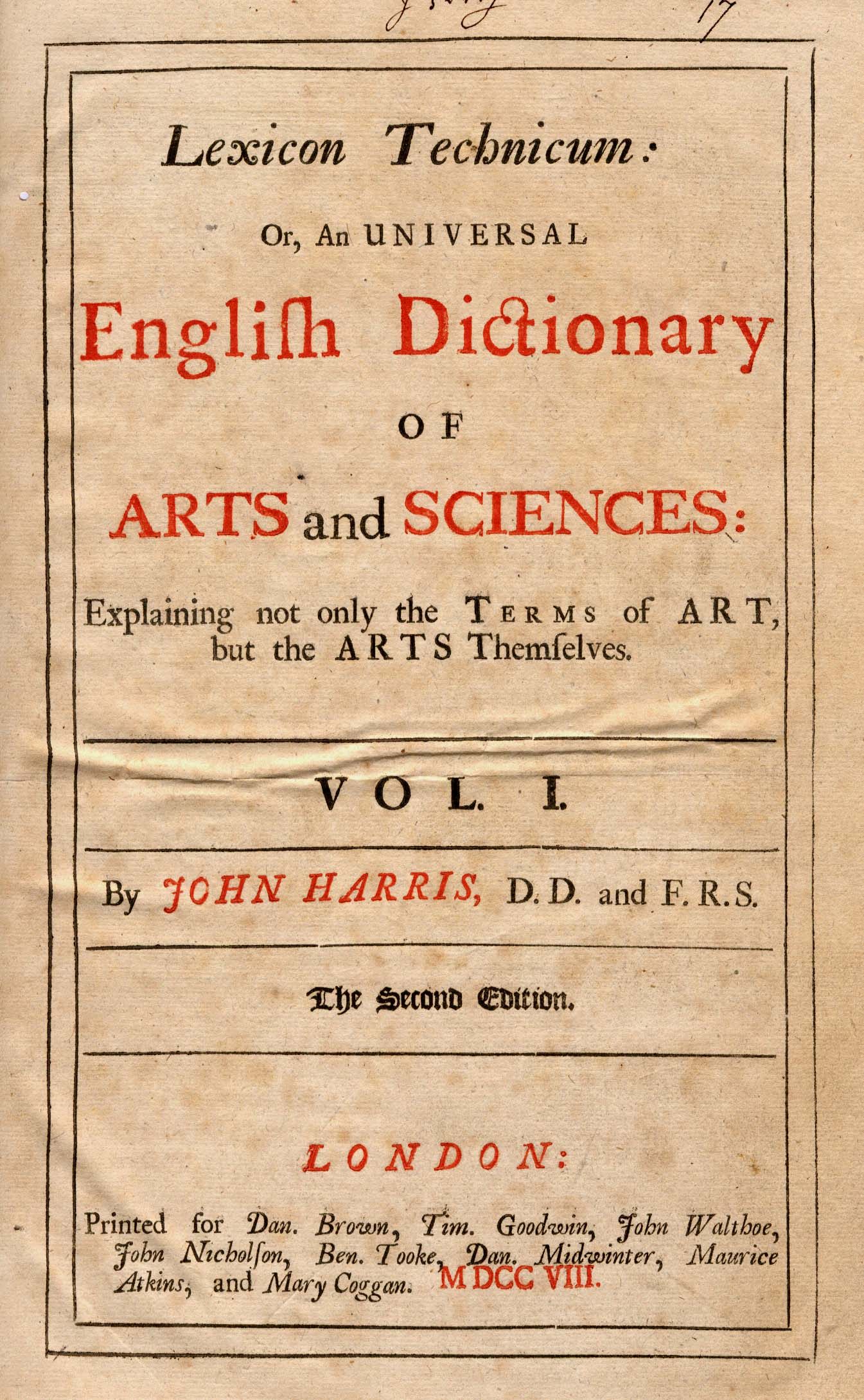
El Lexicon Technicum el 1708

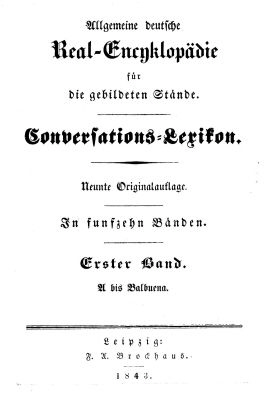
Conversations-Lexikon, edició del 1843.

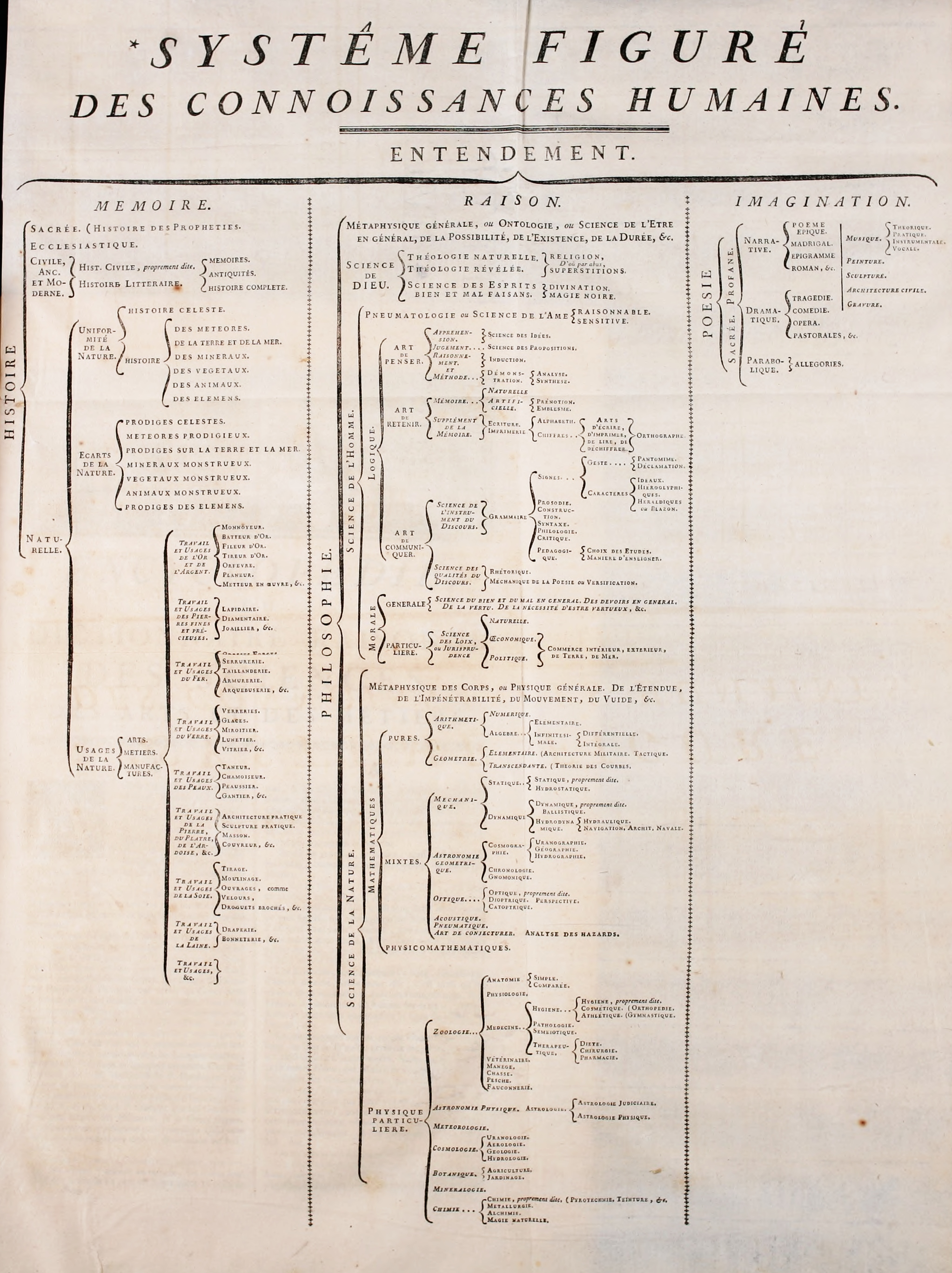
El Sistema figurat del coneixement humà, l'estructura organitzativa de l'encyclopédie

Els inicis de la idea moderna d'una enciclopèdia impresa de propòsit general d'àmplia distribució entre la població és anterior als enciclopedistes del segle xviii. El format típic d'una enciclopèdia avui familiar va dibuixant-se a poc a poc amb obres com el Dictionnaire historique et critique (1697) de Pierre Bayle; l'Allgemeines Lexikon der Künste und Wissenschaften (1721), de Johann Theodor Jablonski i el Lexicon technicum (1704) de John Harris. Però són la Cyclopaedia d'Ephraim Chambers (1728), l'Encyclopédie de Diderot i d'Alembert (a partir del 1751), l'Encyclopædia Britannica i l'Enciclopèdia Brockhaus les primeres a mostrar totes les característiques que avui dia s'associen a una obra d'aquest tipus: un abast global de temes, discutits en profunditat i organitzats segons un mètode accessible i sistemàtic.
Gran part de l'enciclopedisme del renaixement francès es va basar en la idea de no incloure tots els fets coneguts pels éssers humans, sinó només el coneixement que es considerava necessari, i on el necessari era determinat per una gran varietat de criteris diferents, el que va comportar obres de gran varietat de mides. François Béroalde de Verville va establir les bases a la seva obra enciclopèdica en un poema del 1583 titulat Cognoissances nécessaires ("Coneixements necessaris"). Sovint, els criteris tenien bases morals, com en el cas de l'Académie française (1577) de Pierre de La Primaudaye o l'obra de Guillaume Télin Bref sommaire des sept vertus, sept ars liberaulx, sept ars de Poesie… (1534). Els enciclopedistes es van enfrontar a diversos problemes amb aquest enfocament, com per exemple la manera de decidir què ometre per innecessari, la manera d'estructurar el coneixement que es resisteix a ser estructurat (sovint simplement a conseqüència de l'enorme quantitat de material a incloure) o com fer front a l'afluència dels nous coneixements acabats de descobrir i els seus efectes sobre les estructures existents.
El metge i filòsof anglès Sir Thomas Browne va utilitzar específicament la paraula enciclopèdia el 1646 en el pròleg per descriure la seva obra Pseudodoxia Epidemica (o Errors vulgars), una sèrie de refutacions d'errors comuns de la seva època. Browne va estructurar la seva enciclopèdia segons un esquema de llarga tradició al Renaixement, l'anomenada escala de la creació, que consisteix en una escala jeràrquica ascendent a través dels regnes mineral, vegetal, animal, humà, planetari i cosmològic. El compendi de Browne va passar per cinc edicions, cadascuna revisada i augmentada, l'última va aparèixer en 1672. Pseudodoxia Epidemica va ser traduïda al llatí i a altres idiomes i es trobava a les prestatgeries de molts lectors europeus a les darreries del segle xvii i els inicis del segle xviii.
La introducció de l'avui dia familiar ordenació alfabètica s'atribueix sovint a John Harris amb el seu Lexicon Technicum: or, a Universal English Dictionary of Arts and Sciences: Explaining not only the Terms of Art, but the Arts Themselves del 1704. Organitzat per ordre alfabètic, contenia no només una explicació dels termes utilitzats en les arts i les ciències, sinó també de les arts i les ciències mateixes. Isaac Newton va contribuir amb el seu únic treball publicat en el camp de la química per al segon volum del 1710. El seu èmfasi estava en la ciència, segons el significat ampli que el terme ciència tenia al segle xviii, el seu contingut va més enllà del que avui dia anomenarien ciència o tecnologia, inclou, per exemple, temes d'humanitats, de les arts plàstiques i un nombre substancial de temes de dret, comerç, música i heràldica. Ama les seves gairebé 1.200 pàgines, pot ser considerat com quelcom més que un diccionari enciclopèdic, una veritable enciclopèdia.
Ephraim Chambers va publicar el 1728 la primera edició de la seva Cyclopaedia on s'inclou una àmplia varietat de temes i utilitza una ordenació alfabètica, es va basar en molts col·laboradors diferents i va comptar amb la innovació de les referències creuades vers d'altres articles. Chambers ha estat considerat com el pare de l'enciclopèdia moderna gràcies a aquesta obra en dos volums.
Una traducció al francès de l'obra de Chambers va inspirar l'Encyclopédie, potser l'enciclopèdia més famosa i influent dels inicis del gènere, és notable per l'abast dels temes tractats, per la qualitat d'algunes de les contribucions, i pel seu impacte polític i cultural en els anys previs a la Revolució Francesa. L'Encyclopédie va ser editada per Jean le Rond d'Alembert i Denis Diderot i va ser publicada en 17 volums que van aparèixer entre el 1751 i el 1765, a més d'onze volums addicionals d'il·lustracions publicats entre el 1762 i el 1772. Posteriorment, entre el 1776 i el 1780 Charles Joseph Panckoucke va publicar cinc volums de material complementari i un índex de dos volums sota la supervisió d'altres editors.
L'Encyclopédie va representar l'essència de la Il·lustració. El Discours préliminaire escrit per Jean le Rond d'Alembert i que obria l'obra establia un objectiu ambiciós l'enciclopèdia havia de ser una anàlisi sistemàtica de l'ordre i les interrelacions del coneixement humà. Diderot va escriure l'article enciclopèdia va anar més lluny i estableix l'objectiu de "recollir el coneixement dispers sobre la superfície de la terra, per donar a conèixer la seva estructura general als homes entre els quals vivim, i transmetre-ho als que vindran després de nosaltres, perquè l'esforç dels segles anteriors no hagi estat inútil pels segles posteriors i perquès els homes no només esdevinguin més instruïts, sinó també al mateix temps més virtuosos i més feliços.
En adonar-se dels problemes inherents al model de coneixement que havia creat, Diderot va veure que l'enciclopèdia no podia ser estàtica. Va preveure que l'enciclopèdia ideal havia de ser alguna cosa més que la suma de les seves parts. En el seu propi article sobre l'enciclopèdia, Diderot també va escriure, "quan un diccionari raonat de les ciències i les arts no és res més que una combinació metòdica dels seus elements, jo encara em preguntaria a qui correspon la fabricació de bons elements". Diderot va considerar l'enciclopèdia ideal com un índex d'enllaços i es va adonar que tot el coneixement mai pot ser acumulat en una sola gran obra, però esperava que les relacions entre els temes si que seria possible encabir-les-hi.
L'Encyclopédie va consolidar definitivament el mot enciclopèdia com a nom definitiu d'aquest tipus d'obra documental, a més d'establir les pautes que, perfeccionades per les coetànies Encyclopædia Britannica i Conversations-Lexikon, serien seguides fins avui per totes les enciclopèdies publicades al món. L' Encyclopædia Britannica va tenir uns inicis modestos a Escòcia, la primera edició es va publicar entre el 1768 i el 1771 en tres volums de ràpida realització (A-B, C-L i M-Z) amb un total de 2.391 pàgines. Però en completar-se la tercera edició el 1797 ja comptava amb 18 volums que abordaven una àmplia gamma de temes, amb articles aportats per una sèrie d'autoritats en el seu àmbit.
L'enciclopèdia en alemany Conversations-Lexikon (Conversations-Lexicon oder kurzgefasstes Handwörterbuch für die in der gesellschaftlichen Unterhaltung aus den Wissenschaften und Künsten vorkommenden Gegenstände mit beständiger Rücksicht auf die Ereignisse der älteren und neueren Zeit va ser publicada a Leipzig entre el 1796 i el 1808 en 6 volums. De manera similar a altres enciclopèdies del segle xviii, el seu àmbit es va ampliar a les edicions posterior en un esforç d'exhaustivitat. Tanmateix, aquesta enciclopèdia no va ser concebuda per a ús acadèmic, sinó per proporcionar resultats de recerca i descoberta d'una manera senzilla i popular sense gaires detalls. Aquest format, en contrast amb el de Encyclopædia Britannica, va ser molt imitat per les enciclopèdies de finals del segle xix de la Gran Bretanya, els Estats Units, França, Itàlia i d'altres països.
La primera enciclopèdia específicament adreçada a un públic massiu fou el Grand dictionnaire universel du XIXe siècle (1865-1888), sota la direcció de Pierre Larousse.
Les enciclopèdies més monumentals de la història han estat les xineses, al món europeu la més monumental, en termes absoluts, és Ökonomische-technologische Encyclopädie, que trigà una vuitantena d'anys a completar-se (1773-1858) fins a atènyer la xifra insòlita de 242 volums; en termes relatius, la més monumental és l'Allgemeine Encyclopädie des Wissenschaften und Kunste, publicada durant una setantena d'anys (1819-1889) i interrompuda al volum 167… a la meitat de l'alfabet!

### Segles XX i XXI
A finals del segle xx es publicaven enciclopèdies en CD-ROM per ser utilitzades amb ordinadors personals. Microsoft va llançar Encarta el 1993 i va ser un esdeveniment històric, atès que no tenia un equivalent imprès. Els articles es complementaven amb arxius de vídeo i àudio i amb nombroses imatges d'alta qualitat. Després de setze anys, el 2009, Microsoft va deixar de publicar-la.
Moltes enciclopèdies tradicionals van abraçar la tecnologia multimèdia i van llançar edicions en CD-ROM primer i en DVD després, que eren adaptacions dels originals en paper. Finalment algunes evolucionarien vers la difusió dels continguts via Internet sigui de manera gratuïta com l'Enciclopèdia Catalana però retenint tots els drets o de pagament, com en el cas de la Britannica (tot i que es permet un accés limitat gratuït).

#### Les enciclopèdies lliures
El concepte d'enciclopèdia lliure es va iniciar el 1993 amb la Interpedia una proposta de la Usenet, una enciclopèdia en línia basada en Internet a la que qualsevol persona podia afegir contingut i era d'accés lliure. Alguns dels primers projectes en aquesta línia van ser Everything2 (iniciada el 1998 com a Everything1 i encara activa) i Open Site (iniciada el 2002). El 1999 Richard Stallman va proposar la GNUPedia, una enciclopèdia en línia que, de manera semblant al sistema operatiu GNU, seria un recurs "genèric". El concepte era molt similar al de la Interpedia, però més en línia amb la filosofia GNU de Stallman.
Però no seria fins a l'aparició de la Nupedia i després la Wikipedia, que un projecte estable d'enciclopèdia lliure es va establir a Internet. El 2004 la Viquipèdia en anglès es va convertir en la major enciclopèdia del món amb 300.000 articles i a finals del 2005, el projecte global Wikipedia ja havia produït més de dos milions d'articles en més de 80 idiomes, amb un contingut sota la llicència de documentació lliure de GNU de tipus copyleft. A inicis d'octubre del 2010, hi havia més de 3 milions d'articles en anglès, més d'un milió en alemany i en francès, més de 280.000 en català i més de 16 milions totals en més de 250 idiomes. Des del 2003 han aparegut d'altres enciclopèdies lliures com la Baidu Baiken (amb més de dos milions d'articles l'abril del 2010) i la Hudong (amb més de 4 milions d'articles el 2010), ambdues en llengua xinesa.

### Les primeres enciclopèdies

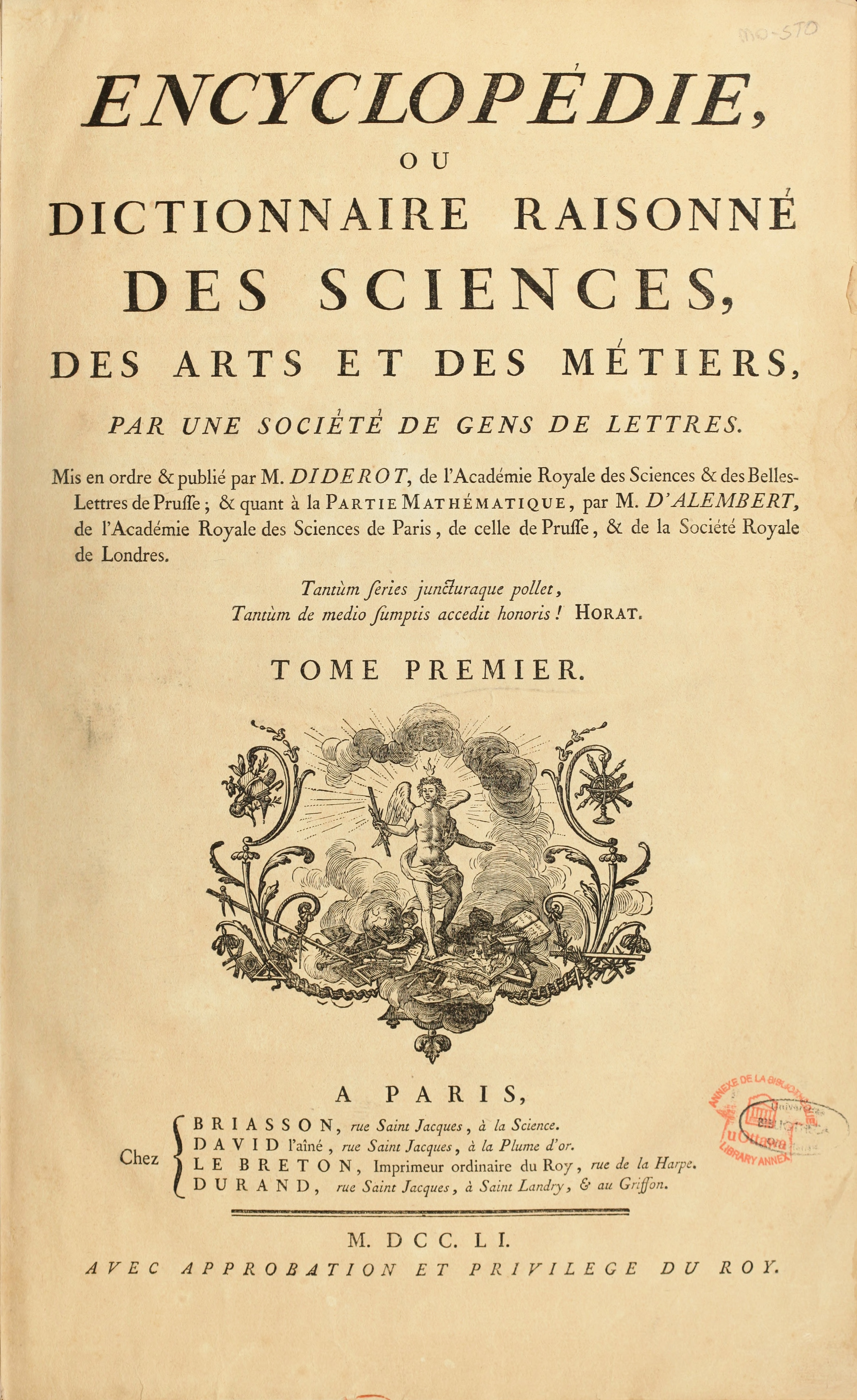
Portada L'encyclopedie (1751)

- 23-79. Naturalis Història de Plini el Vell.

- 558-638. Beitang shuchao, de Yu Shinan.

- 627-630. Etimologia d'Isidor de Sevilla.

- 801. Tongdian, de Du You.

- 990 aprox. Suda de Suides.

- C. 1180Hortus deliciarum , de Herrada de Landsberg.

- 12?? (segle xiii). Speculum Május de Vincent de Beauvais.

- 1260-1267. Li livres dou trésor de Brunetto Latini.

- 1317? Wenxian tongkao, de Ma Duanlin.

- 1403-1407. Yongle Dadian (永乐大典) (durant la dinastia Ming).

- 1559. Encyclopaedia seu orbis disciplinarum també sacrarum quam prophanarum epistemon de Paul Scalich.

- 1620. Instauratio Magna (no acabat) iNovum Organum de Francis Bacon.

- 1630. Encyclopaedia Cursus Philosophici de Johann Heinrich Alsted.

- 1704. Lexicon technicum de John Harris.

- 1726. Gujin tuixu jitxeng (古今图书集成) - dirigida per Chen Menglei (陈梦雷) i més tard per Jiang Tingxi (蒋廷锡) (Dinastia Qing).

- 1728. Cyclopaedia de Ephraim Chambers.

- 1750. Encyclopédie de Denis Diderot.

- 1761. Descriptions des arts et métiers.

- 1768-1771. Enciclopèdia Britànica , publicada originalment per Adam i Charles Black.

## Les enciclopèdies en llengua catalana

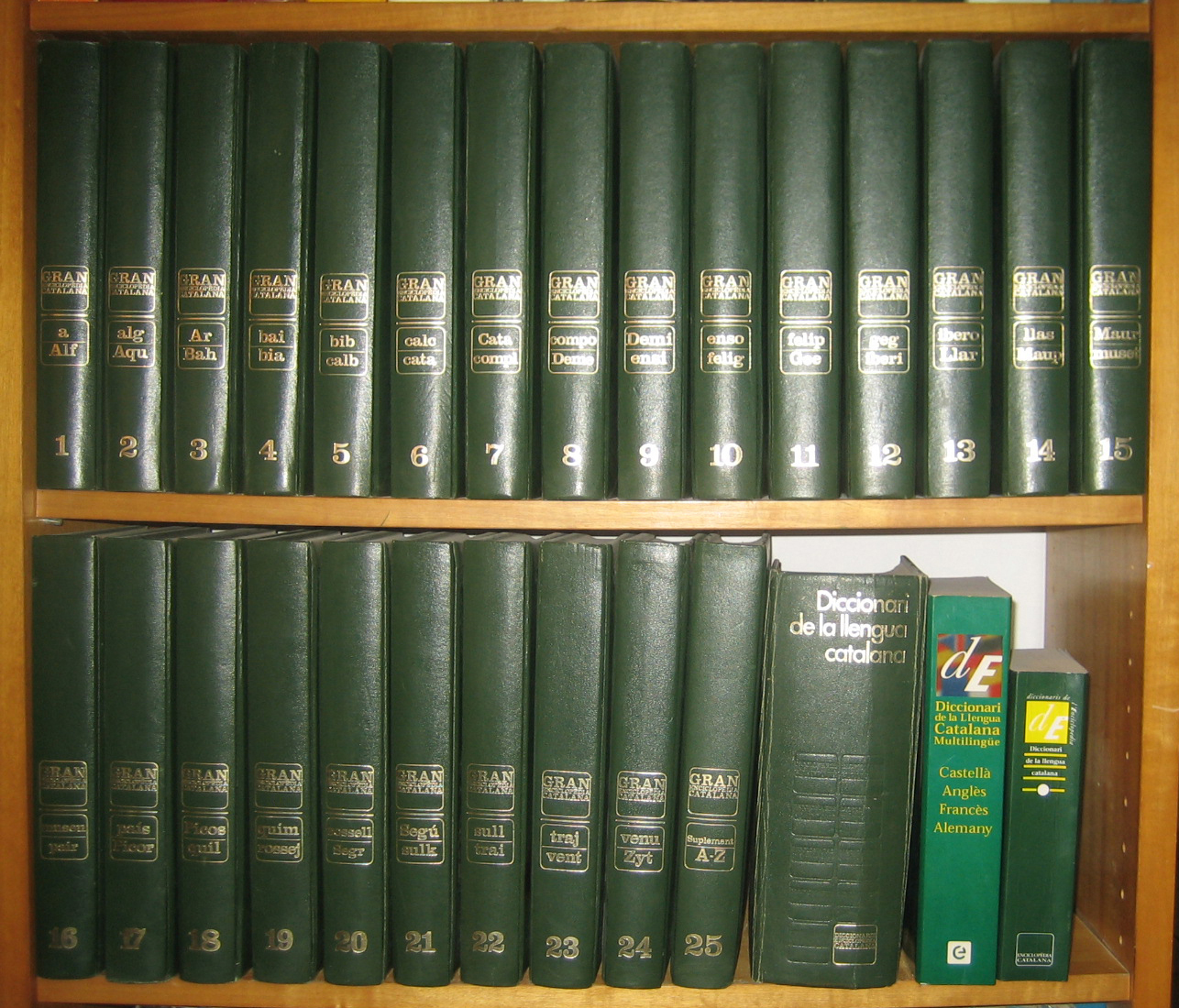
Volums de la Gran Enciclopèdia Catalana.

La primera enciclopèdia moderna en llengua catalana fou el Diccionari enciclopèdic de la llengua catalana, de Salvat, amb tres edicions entre 1910 i 1938. Des dels anys seixanta han aparegut noves edicions d'aquesta obra, ara sota el títol de Salvat català.
Amb la negra nit franquista pel mig, fins als anys seixanta no es produirà la represa en aquest camp. El 1968 eixien els primers fascicles del que esdevindria l'enciclopèdia universal alfabètica més important disponible en llengua catalana: la Gran enciclopèdia catalana (GEC, 1a ed., 1969-1980, 15 volums; 2a ed., 1986-1989, 24 volums; etc.). Obra ben valorada internacionalment, la GEC és, com diu el pròleg de la 1a ed., "l'obra col·lectiva de tota una generació d'intel·lectuals catalans". Homologable a les grans enciclopèdies de cultures estatals, la GEC ofereix en català una àmplia panoràmica del saber humà, amb una tasca d'actualització terminològica colossal. Tot plegat, des d'una òptica universalista, culturalment autocentrada i amb tractament unitari i equilibrat de tot el domini lingüístic.
A partir del 1979, a més, hi ha hagut un esplet d'enciclopèdies de tota mena en català. Només en el camp de les enciclopèdies universals en català n'hi ha més d'una vintena, tant monovolum com multivolum, tant d'alfabètiques com de sistemàtiques, tant d'infantils com d'adreçades al públic general, tant d'elaboració pròpia com de traduïdes o adaptades, tant en suport paper com en suport informàtic i en línia.
Entre les enciclopèdies universals alfabètiques destaca la citada GEC. També és estimable el Gran Larousse català (1a ed., 1986-1992, 10 volums).
Entre les enciclopèdies universals sistemàtiques destaca l'enciclopèdia Ulisses (Ulisses: enciclopèdia de la recerca i la descoberta, 1977-1985, 12 volums), adaptació de la Ulisse italiana i, com aquesta, d'enfocament marxista; l'edició catalana hi afegeix força informació i, també, un volum suplementari, Els Països Catalans (vol. 11, 1984), força valuós.
Entre les enciclopèdies universals en un volum (diccionaris enciclopèdics, en la pràctica), val la pena destacar l'estimable Petit Curial enciclopèdic (1979) i la versió sintètica de la GEC titulada Petita enciclopèdia catalana (2000, 2a ed. 2008).
Entre les enciclopèdies lliures en línia l'obra de referència absoluta és, sens dubte, la present Viquipèdia.
Tornant al paper, entre les enciclopèdies temàtiques destaquen, per citar-ne de referides al territori lingüístico-cultural propi:
- les generals d'àmbit regional o "de país", en què n'hi ha d'alfabètiques i de sistemàtiques: Diccionari enciclopèdic d'Andorra; Dolça Catalunya (Principat); Gran enciclopèdia de Mallorca; Enciclopèdia de Menorca; Enciclopèdia d'Eivissa i Formentera; Gran enciclopèdia valenciana.
- les geogràfiques, totes les quals són sistemàtiques: Geografia general dels Països Catalans; Gran geografia comarcal de Catalunya (Catalunya Nord, Andorra, Principat i Franja de Ponent); Geografia de les comarques valencianes.
- l'Enciclopèdia de la llengua catalana (2001), d'estructuració sistemàtica.

D'altra banda, en el sistema cultural català hi ha una forta tendència a titular com a diccionaris certes obres especialitzades ordenades alfabèticament que es poden considerar ben bé com a enciclopèdies temàtiques. Alguns exemples: Diccionari de sociolingüística (2001); Ictineu: diccionari de les ciències de la societat dels Països Catalans (1979); Diccionari d'historiografia catalana (2003); Diccionari d'història de Catalunya (1992); Diccionari d'història del País Valencià (2006); les dues versions successives del Diccionari de la literatura catalana  (1979 i 2008); el Diccionari de la traducció catalana (2011); el Diccionari biogràfic del moviment obrer als Països Catalans (2000); etc.